# Anne-Sophie Mutter
Anne-Sophie Mutter (Rheinfelden, 1963. június 29. –) német hegedűművész.

## Élete
Wehrben nőtt fel. Nagy tehetsége miatt felmentették a tankötelezettség alól, így a zongora- és hegedűleckék mellett magániskolai oktatást kapott.
1985-ben, 22 évesen a londoni Royal Academy of Music tiszteletbeli tagjává és nemzetközi hegedűtudományi karának vezetőjévé lett.
Két Stradivarius hegedűje van, az Emiliani (1703) és a Lord Dunn-Raven (1710).

## Magánélete
1989-től annak 1995-ben bekövetkezett haláig Detlef Wunderlich ügyvéd, 2002–2006 között pedig André Previn zeneszerző-karmester felesége volt.

## Felvételei
Deutsche Grammophon:
- Mozart Violin Concertos Nos. 3 & 5 (1978)
- Beethoven Triple Concerto (1980)
- Beethoven Violin Concerto (1980)
- Mendelssohn Violin Concerto / Bruch Violin Concerto No. 1 (1981)
- Brahms Violin Concerto (1982)
- Brahms Double Concerto (1983)
- Csajkovszkij Violin Concerto (1988)
- Lutosławski Partita & Chain 2 / Stravinsky Violin Concerto (1988)
- Beethoven: The String Trios (1989)
- Bartók Violin Concerto No. 2 / Moret En Rêve (1991)
- Berg Violin Concerto / Rihm(wd) Time Chant (1992)
- Carmen-Fantasie (1993)
- Romance (1995)
- Sibelius Violin Concerto (1995)
- The Berlin Recital (1996)
- Brahms Violin Concerto / Schumann Fantasy for Violin and Orchestra (1997)
- Penderecki Violin Concerto No. 2 / Bartok Sonata for Violin and Piano No. 2 (1997)
- Beethoven The Violin Sonatas (1998)
- Vivaldi The Four Seasons (1999)
- Recital 2000 (2000)
- Lutosławski Partita for Violin and Orchestra / Chain 2 (2002)
- Beethoven Violin Concerto (2002)
- Tango Song and Dance (2003)
- Previn Violin Concerto / Bernstein Serenade (2003)
- Csajkovszkij & Korngold(wd) Violin Concertos (2004)
- Dutilleux Sur le même accord / Bartok Violin Concerto No. 2 / Stravinsky Concerto en ré (2005)
- Mozart The Violin Concertos (2005)
- Mozart Piano Trios K502, K542, K548 (2006)
- Mozart The Violin Sonatas (August 2006)
- Simply Anne-Sophie (2006)
- Gubaidulina(wd) in tempus praesens (2008)
- Mendelssohn Violin Concerto (2009)
- Brahms Violin Sonatas (2010)
- Rihm: Lichtes Spiel; Currier: Time Machines (2011)
- The Complete Musician: Highlights (2011)
- Asm 35: The Complete Musician (2011)
- Dvořák: Violin Concerto (2013)
- The Silver Album (2014)
- Anne-Sophie Mutter Live: The Club Album from Yellow Lounge (2015)
- (mit Daniil Trifonov, Maximilian Hornung, Hwayoon Lee, und Roman Patkaló) Franz Schubert: Forellenquintett (2017)
- Hommage à Penderecki (2018)
- Across the Stars (2019) (John Williams müvei; zenei irányítás: John Williams)
- Williams: Violin Concerto No. 2 & Selected Film Themes (2022) (John Williams müvei ; zenei irányítás: John Williams)

EMI Classics:
- Mozart Violin Concertos Nos. 2 & 4 (1982)
- Bach Violin Concertos / Concerto for Two Violins and Orchestra (1983)
- Brahms Violin Sonatas (1983)
- Vivaldi The Four Seasons (1984)
- Lalo: Symphonie Espagnole / Sarasate: Zigeunerweisen (1985)
- Mozart Violin Concerto No. 1, Sinfonia Concertante (1991)
- Meditation: Vivaldi, Mozart, Massenet, Sarasate (1995)

Erato:
- Glazunov Violin Concerto / Prokofiev Violin Concerto No. 1 (1989)

## Fordítás
- Ez a szócikk részben vagy egészben  az   Anne-Sophie Mutter című német Wikipédia-szócikk ezen változatának fordításán alapul.  Az eredeti cikk szerkesztőit annak laptörténete sorolja fel. Ez a jelzés csupán a megfogalmazás eredetét és a szerzői jogokat jelzi, nem szolgál a cikkben szereplő információk forrásmegjelöléseként.